# Anja Snellman
Anja Kyllikki Snellman-Orma, född Kauranen den 23 maj 1954 i Helsingfors, är en finsk författare och kolumnist. Hon har sedan debutromanen Sonja O. kävi täällä 1981 skrivit ett tjugotal romaner samt två diktsamlingar. Hennes verk finns översatta på tjugo språk.